# Eugenia aceitillo
Eugenia aceitillo är en myrtenväxtart som beskrevs av Ignatz Urban. Eugenia aceitillo ingår i släktet Eugenia och familjen myrtenväxter. IUCN kategoriserar arten globalt som starkt hotad. Inga underarter finns listade i Catalogue of Life.